# شفیق احمد
شفیق احمد (انگلیسی: Syafiq Ahmad؛ زادهٔ ۲۸ ژوئن ۱۹۹۵) بازیکن فوتبال است.
از باشگاه‌هایی که در آن بازی کرده‌است می‌توان به باشگاه فوتبال کداح اشاره کرد.
وی همچنین در تیم‌های ملی فوتبال زیر ۲۳ سال و بزرگسالان مالزی بازی کرده‌است.